# حسن پویا
حسن پویا (زاده ۱۳۳۷ در تهران) مدیر فیلم‌برداری و نویسنده سینمای ایران است. وی فعالیت خود را از سال ۱۳۶۲ شروع کرده‌است.

## فیلم‌شناسی

### تهیه‌کننده
- پادزهر (۱۳۷۲)

### نویسنده
- شهر خاکستری (۱۳۶۹)

### مدیر فیلم‌برداری
- آپارات‌چی (۱۴۰۲)
- دختر شیطان (۱۳۹۶)
- آتش و قداره (۱۳۹۶)
- سلام بمبئی (۱۳۹۴)
- پدر آن دیگری (۱۳۹۳)
- آنچه مردان دربارهٔ زنان نمی‌دانند (۱۳۹۲)
- راه بهشت (۱۳۹۰)
- محرمانه تهران (۱۳۹۰)
- اخلاقتو خوب کن (۱۳۸۹)
- خاک و آتش (۱۳۸۹)
- قند تلخ (۱۳۸۷)
- کلانتری غیرانتفاعی (۱۳۸۷)
- میزاک (۱۳۸۷)
- نفوذی (۱۳۸۷)
- پرچم‌های قلعه کاوه (۱۳۸۶)
- خروس جنگی (۱۳۸۶)
- اخراجی‌ها (۱۳۸۵)
- جنگ کودکانه (۱۳۸۳)
- عروس افغان (۱۳۸۲)
- این زن حرف نمی‌زند (۱۳۸۱)
- فرش باد (۱۳۸۱)
- ارتفاع پست (۱۳۸۰)
- تیک (۱۳۸۰)
- عروس رومشکان (۱۳۸۰)
- آبی (۱۳۷۹)
- قطعه ناتمام (۱۳۷۹)
- مریم مقدس (۱۳۷۹)
- متولد ماه مهر (۱۳۷۸)
- جوانی (۱۳۷۷)
- روبان قرمز (۱۳۷۷)
- روزی که هوا ایستاد (۱۳۷۶)
- بیگانه‌ای در شهر (۱۳۷۴)
- آخرین بندر (۱۳۷۳)
- آرایش مرگ (۱۳۷۳)
- اشک و لبخند (۱۳۷۳)
- پادزهر (۱۳۷۲)
- چشم شیطان (۱۳۷۲)
- هبوط (۱۳۷۲)
- دلاوران کوچه دلگشا (۱۳۷۱)
- عشق من شهر من (۱۳۷۰)
- ساده‌لوح (۱۳۷۰)

## جوایز
- دیپلم افتخار بهترین فیلمبرداری (حسن پویا) سی‌امین دوره جشنواره فیلم فجر[۱]
- جایزه بهترین فیلمبرداری فیلم پرچم‌های قلعه کاوه از فستیوال treasure coast international film festival سال ۲۰۰۸
- سیمرغ بلورین بهترین فیلمبرداری فیلم چشم شیطان از دوازدهمین دوره جشنواره فیلم فجر